# Gunice
Gunice (do 1945 niem. Günnitz) – opuszczona osada (wieś) w Polsce położona w województwie zachodniopomorskim, w powiecie polickim, w gminie Police na obszarze Puszczy Wkrzańskiej, miejscowość usytuowana jest nad rz. Gunicą, ok. 16 km na zachód od centrum Szczecina.

## Historia
Osada o przypuszczalnie wczesnośredniowiecznym rodowodzie. Od drugiej połowy XVIII w. istniały tu majątki rycerskie.
Gunice 27 kwietnia 1945 zajęły wojska radzieckie (2 Front Białoruski – 2 Armia Uderzeniowa) i zostały oddane pod administrację polską. Pierwsi polscy osadnicy pojawili się tu przed końcem 1945 r. Powstał tu dworek myśliwski Lasów Państwowych. (rozebrany w 1963 r.) Od lat 60. XX wieku osiedle stopniowo pustoszało, a część zabudowań rozebrano.
Przynależność polityczno-administracyjna Gunic:
- 1815 – 1866: Związek Niemiecki, Królestwo Prus, prowincja Pomorze
- 1866 – 1871: Związek Północnoniemiecki, Królestwo Prus, prowincja Pomorze
- 1871 – 1918: Cesarstwo Niemieckie, Królestwo Prus, prowincja Pomorze
- 1919 – 1933: Rzesza Niemiecka (Republika Weimarska), kraj związkowy Prusy, prowincja Pomorze
- 1933 – 1945: III Rzesza, prowincja Pomorze
- 1945 – 1946: Enklawa Policka – obszar podległy Armii Czerwonej
- 1946 – 1952: Rzeczpospolita Polska (Polska Ludowa), województwo szczecińskie, powiat szczeciński
- 1952 – 1975: Polska Rzeczpospolita Ludowa, województwo szczecińskie, powiat szczeciński
- 1975 – 1989: Polska Rzeczpospolita Ludowa, województwo szczecińskie
- 1989 – 1998: Rzeczpospolita Polska, województwo szczecińskie
- 1999 – teraz: Rzeczpospolita Polska, województwo zachodniopomorskie, powiat policki, gmina Police

Demografia:
- 1820 – 72 mieszk.
- 1939 – 32 mieszk.
- 1972 – 25 mieszk.
- 2000 – 6 mieszk.
- 2008 – 0 mieszk. (osada nie jest zamieszkana)

### Cmentarz rodu Raminów
Niedaleko Gunic położony jest leśny cmentarz rodu Raminów, którzy przez długi czas byli właścicielami tego majątku. Na cmentarzyku znajduje się łącznie pięć nagrobków – przeważnie w formie naturalnych kamieni z odpowiednimi, bardzo lakonicznymi napisami. Tylko jeden nagrobek wykonany jest z tzw. „sztucznego kamienia”. Zwraca uwagę brak symboliki religijnej na nagrobkach (zaledwie na jednym pomniku znajduje się zarys krzyża). Analiza inskrypcji na nagrobkach wskazuje, że w co najmniej dwóch przypadkach mamy do czynienia z grobami symbolicznymi (daty śmierci tych osób są późniejsze niż 1945 r.). Cmentarz przez wiele lat był zaniedbany, dopiero w roku 2004 lub 2005 z inicjatywy, mieszkającego w Niemczech, jednego z potomków rodu Raminów został uporządkowany i odnowiony.

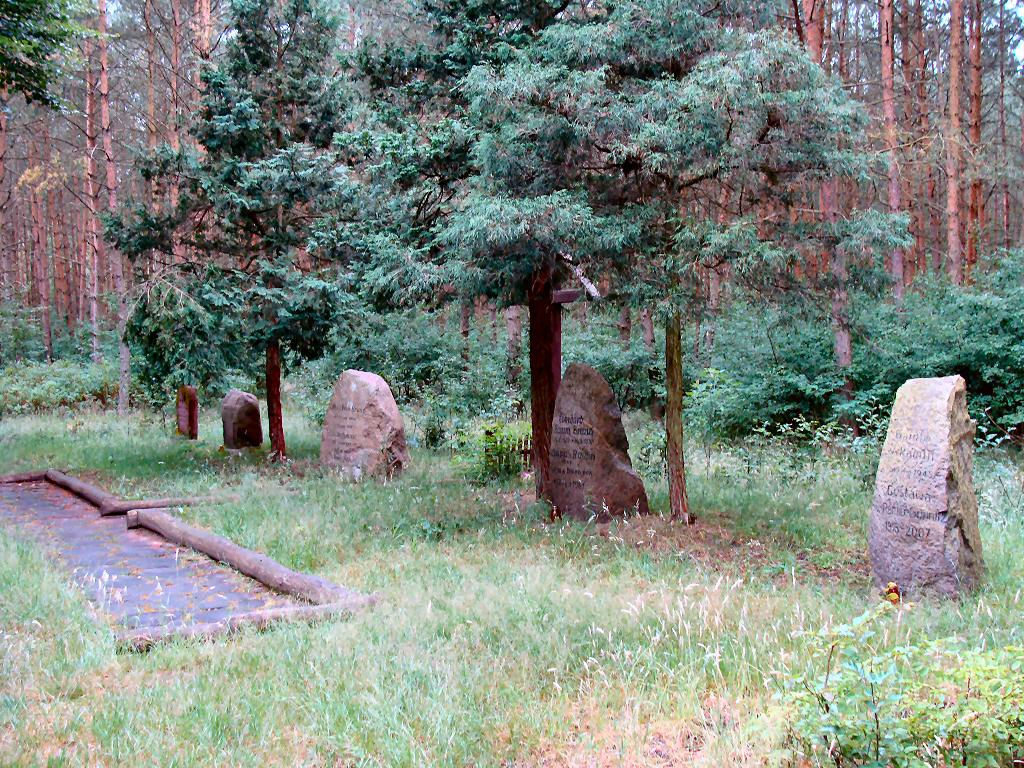
Cmentarz w Gunicach
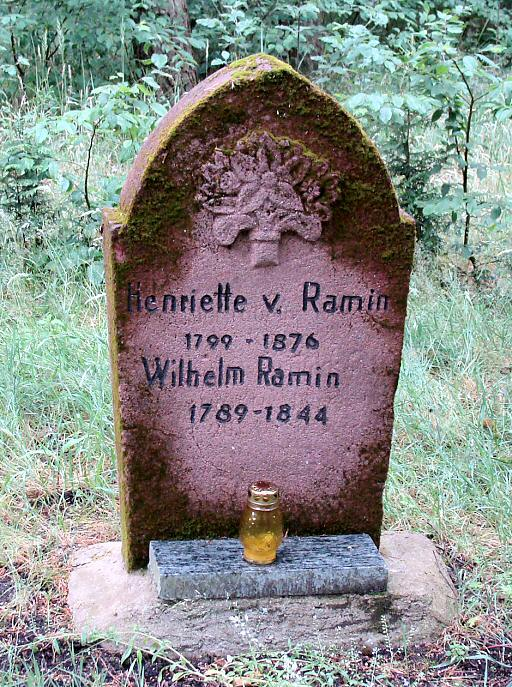
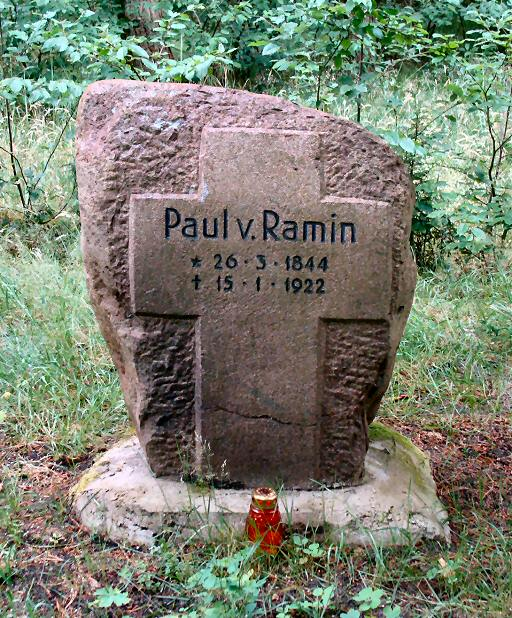
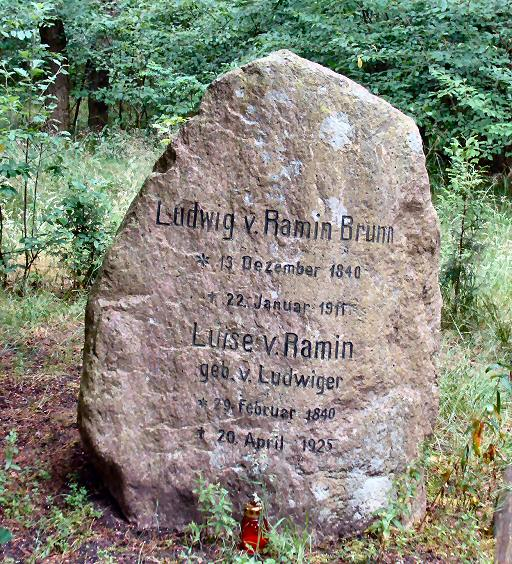
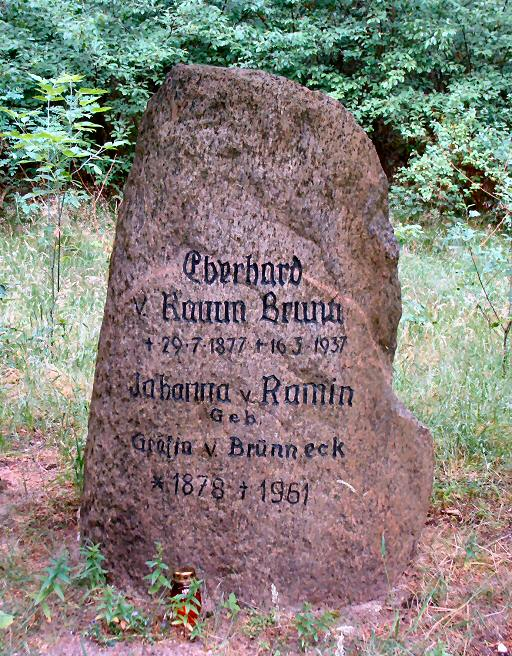
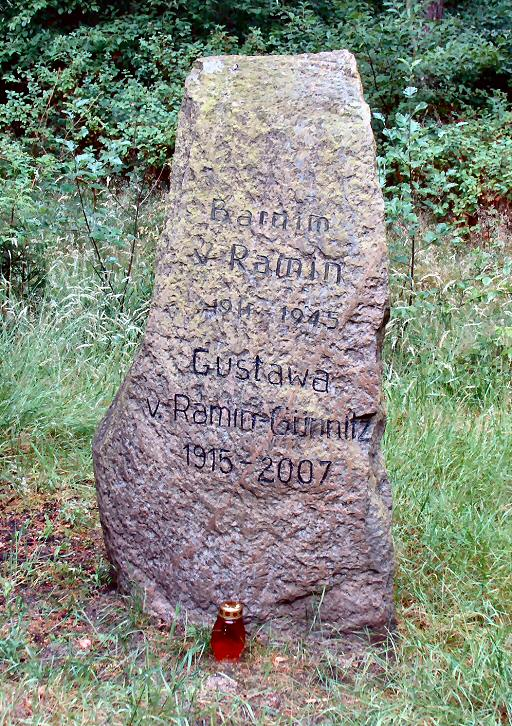

## Turystyka
- Przez wieś prowadzi  Szlak „Puszcza Wkrzańska”[5].